# Élections municipales de 2020 à Reims
Pour un article plus général, voir Élections municipales françaises de 2020.
Les élections municipales françaises de 2020 à Reims ont lieu, le 15 mars 2020, pour le renouvellement du conseil municipal.

## Contexte
Après les différentes rixes qui ont eu lieu ces dernières semaines, et le dévoilement du classement des villes les plus polluées de France (dans lequel la ville de Reims se situe en 4e position) de BFM TV, les 10 candidats à la mairie de Reims ont été obligés de repenser leur programme en associant sécurité et écologie pour convaincre rémois et rémoises.

## Candidats

### Gauche républicaine et socialiste
Hadhoum Belaredj-Tunc est candidate pour la Gauche républicaine et socialiste, parti scissionnaire du Parti socialiste qu'elle a quitté en 2018. Elle est conseillère départementale du canton de Reims-2, élue sous l'étiquette PS en 2015.

### Parti socialiste
Éric Quénard, ancien premier adjoint d'Adeline Hazan entre 2008 et 2014, est depuis cette date chef de file du groupe d'opposition de la gauche solidaire et écologiste au sein du conseil municipal. Il a eu le temps de « mûrir sa décision », de « nourrir son projet » au sein d'ateliers citoyens. Il entend porter des idées en matière d'écologie, de solidarité et de démocratie.
La liste « Faisons respirer Reims » est soutenue par le Parti communiste français, Place publique et Génération.s.

### La République en marche
Gérard Chemla, avocat et enseignant à l'université de Reims Champagne-Ardenne, obtient l’investiture du parti le 17 juin 2019. Il lance, en 2018, un collectif nommé Osons Reims ! pour identifier les problématiques de la ville qui seront les bases de son programme de candidature.
Gérard Chemla finira par déposer sa liste sans étiquette.

### Union des rémois
La quatrième adjointe au maire, Fatima El Haoussine, chargée de la Ville, est candidate tête de liste pour son collectif Union des rémois.

### Les Républicains
Le maire sortant Arnaud Robinet annonce le 18 décembre 2019 souhaiter se représenter. Il obtient l'investiture de son parti Les Républicains, ainsi que le soutien d'Agir, des Centristes, du Mouvement démocrate, du Mouvement radical et de l'Union des démocrates et indépendants.

## Sondages

### Premier tour
| Institut               | Date                  | Échantillon | LO   | LFI     | LFI  | GRS           | EELV    | PS-PCF-G·s | LREM   | DVD          | LR-LC-DVD | RN       | UPR    | SE    | Autres |
| Institut               | Date                  | Échantillon | Rose | Manesse | Tunc | Belaredj-Tunc | Tyburce | Quénard    | Chemla | El Haoussine | Robinet   | Philipot | Decaux | Ludot | —      |
| ---------------------- | --------------------- | ----------- | ---- | ------- | ---- | ------------- | ------- | ---------- | ------ | ------------ | --------- | -------- | ------ | ----- | ------ |
| Institut               | Date                  | Échantillon |      |         |      |               |         |            |        |              |           |          |        |       |        |
| Ifop                   | 21 au 25 février 2020 | 603         | 1    | 5       | —    | 3             | 8       | 10         | 5      | 1            | 55        | 10       | 0,5    | 0,5   | 1      |
| Ifop (commandé par LR) | 26 au 29 août 2019    | 600         | —    | —       | 7    | —             | 18      | 18         | 6      | —            | 53        | 15       | —      | —     | 1      |

N.B. :
- en gras sur fond coloré : le candidat arrivé en tête du sondage.

### Second tour
| Institut               | Date                  | Échantillon | EELV | PS-PCF-G·s | LREM   | LR-LC-DVD | RN       |
| Institut               | Date                  | Échantillon | —    | Quénard    | Chemla | Robinet   | Philipot |
| ---------------------- | --------------------- | ----------- | ---- | ---------- | ------ | --------- | -------- |
| Institut               | Date                  | Échantillon |      |            |        |           |          |
| Ifop                   | 21 au 25 février 2020 | 603         | —    | 18         | 7      | 63        | 12       |
| Ifop (commandé par LR) | 26 au 29 août 2019    | 600         | 24   | 24         | 8      | 55        | 13       |
| Ifop (commandé par LR) | 26 au 29 août 2019    | 600         | 25   | 25         | 9      | 66        | —        |
| Ifop (commandé par LR) | 26 au 29 août 2019    | 600         | 26   | 26         | —      | 61        | 13       |

N.B. :
- en gras sur fond coloré : le candidat arrivé en tête du sondage.

## Résultats
| composition du conseil municipal après les élections municipales de 2020 |                          |                          |              |              |        |        |  |  |  |
| Tête de liste                                                            | Tête de liste            | Liste                    | Premier tour | Premier tour | Sièges | Sièges |  |  |  |
| Tête de liste                                                            | Tête de liste            | Liste                    | Voix         | %            | CM     | CC     |  |  |  |
|                                                                          | Arnaud Robinet           | LR-Agir-LC-MoDem-MR-UDI  | 19 645       | 66,32        | 53     | 53     |  |  |  |
| Reims naturellement                                                      |                          |                          | 19 645       | 66,32        | 53     | 53     |  |  |  |
|                                                                          | Éric Quénard             | PS-PCF-PP-G·s            | 3 649        | 12,31        | 4      | 4      |  |  |  |
| Faisons respirer Reims                                                   |                          |                          | 3 649        | 12,31        | 4      | 4      |  |  |  |
|                                                                          | Léo Tyburce              | EELV                     | 1 673        | 5,64         | 1      | 1      |  |  |  |
| Reims Verts l'avenir                                                     |                          |                          | 1 673        | 5,64         | 1      | 1      |  |  |  |
|                                                                          | Jean-Claude Philipot     | RN                       | 1 629        | 5,49         | 1      | 1      |  |  |  |
| Reims avec le RN                                                         |                          |                          | 1 629        | 5,49         | 1      | 1      |  |  |  |
|                                                                          | Gérard Chemla            | LREM                     | 975          | 3,29         | 0      | 0      |  |  |  |
| Osons Reims ! avec Gérard Chemla                                         |                          |                          | 975          | 3,29         | 0      | 0      |  |  |  |
|                                                                          | Laure Manesse            | LFI                      | 681          | 2,29         | 0      | 0      |  |  |  |
| Reims en commun                                                          |                          |                          | 681          | 2,29         | 0      | 0      |  |  |  |
|                                                                          | Hadhoum Belaredj-Tunc    | GRS                      | 626          | 2,11         | 0      | 0      |  |  |  |
| Nous citoyens rémois                                                     |                          |                          | 626          | 2,11         | 0      | 0      |  |  |  |
|                                                                          | Thomas Rose              | LO                       | 406          | 1,37         | 0      | 0      |  |  |  |
| Lutte ouvirère – Faire entendre la voix des travailleurs                 |                          |                          | 406          | 1,37         | 0      | 0      |  |  |  |
|                                                                          | Fatima El Haoussine      | DVD                      | 251          | 0,84         | 0      | 0      |  |  |  |
| Union des Rémois                                                         |                          |                          | 251          | 0,84         | 0      | 0      |  |  |  |
|                                                                          | Emmanuel Ludot           | DIV                      | 86           | 0,29         | 0      | 0      |  |  |  |
| « Les oubliés de la politique »                                          |                          |                          | 86           | 0,29         | 0      | 0      |  |  |  |
|                                                                          |                          |                          |              |              |        |        |  |  |  |
| Votes valides                                                            | Votes valides            | Votes valides            | 29 621       | 97,19        |        |        |  |  |  |
| Votes blancs                                                             | Votes blancs             | Votes blancs             | 147          | 0,48         |        |        |  |  |  |
| Votes nuls                                                               | Votes nuls               | Votes nuls               | 710          | 2,33         |        |        |  |  |  |
| Total                                                                    | Total                    | Total                    | 30 478       | 100          | 59     | 59     |  |  |  |
| Abstention                                                               | Abstention               | Abstention               | 68 092       | 69,08        |        |        |  |  |  |
| Inscrits / participation                                                 | Inscrits / participation | Inscrits / participation | 98 570       | 30,92        |        |        |  |  |  |